# Carl August von Eschenmayer
Carl August von Eschenmayer (Neuenburg, Wurtemberg, 4 de juliol de 1768 - Kirchheim unter Teck, 17 de novembre de 1852), va ser un metge, filòsof i ocultista alemany. El pensament d'Eschenmayer i el de Schelling difereixen fonamentalment pel que fa al coneixement de l'absolut. Eschenmayer creia que, per assolir la veritat, la filosofia necessita el complement del que ell anomenava «no- filosofia », una mena d'il·luminació mística mitjançant la qual s'obtenia una fe en Déu que no podia arribar pel sol esforç intel·lectual.
Eschenmayer va traslladar la seva tendència al misticisme a les seves investigacions físiques, el que el va conduir a desenvolupar un profund interès en els fenòmens del denominat magnetisme animal. Al final, va arribar a convertir-se en un devot creient en la possessió demoníaca i espiritual, els seus últims escrits estan intensament impregnats de sobrenaturalisme.

## Obres
- Die Philosophie in ihrem Ubergange zur Nichtphilosophie 1803.
- Versuch die scheinbare Magie des thierischen Magnetismus aus physiologischen und psychischen Gesetzen zu erklären 1816.
- System der Moralphilosophie, 1818.
- Psychologie in drei Theilen, als empirische, reine, angewandte 1822.